# Selago glandulosa
Selago glandulosa är en flenörtsväxtart som beskrevs av Jacques Denys Denis Choisy. Selago glandulosa ingår i släktet Selago och familjen flenörtsväxter. Inga underarter finns listade i Catalogue of Life.